# Nationaal park Nordvest-Spitsbergen
Nationaal park Nordvest-Spitsbergen (Noors: Nordvest-Spitsbergen nasjonalpark) is een nationaal park op Spitsbergen in Noorwegen. Het park werd opgericht in 1973 en is 9914 vierkante kilometer groot. Het landschap bestaat uit spitse bergtoppen, gletsjers, het schiereiland Reinsdyrsflya, kust en eilanden. Er komen veel vogels voor en in het park leeft onder andere rendier, ijsbeer, trekzalm, walrus. 
Het nationaal park ligt in de landstreken Albert I Land (volledig) en Haakon VII Land (deels).